# Delta Profronde 2002
La Delta Profronde 2002, quarantaduesima edizione della corsa, si svolse il 7 settembre su un percorso di 199 km. Fu vinta dall'australiano Robbie McEwen della squadra Lotto-Adecco davanti all'olandese Steven de Jongh e al belga Jo Planckaert.

## Ordine d'arrivo (Top 10)
| Pos. | Corridore       | Squadra                           | Tempo    |
| ---- | --------------- | --------------------------------- | -------- |
| 1    | Robbie McEwen   | Lotto-Adecco                      | 4h26'35" |
| 2    | Steven de Jongh | Rabobank                          | s.t.     |
| 3    | Jo Planckaert   | Cofidis                           | s.t.     |
| 4    | Bram Schmitz    | Bankgiroloterij-Batavus           | s.t.     |
| 5    | Gerben Löwik    | Bankgiroloterij-Batavus           | s.t.     |
| 6    | Max Vlijm       | Axa-VvZ Professional Cycling Team | s.t.     |
| 7    | Geert Omloop    | Palmans-Collstrop                 | s.t.     |
| 8    | Franck Pencole  | FDJ                               | s.t.     |
| 9    | Bobbie Traksel  | Rabobank                          | s.t.     |
| 10   | Aart Vierhouten | Lotto-Adecco                      | s.t.     |